# Simon van der Meer
Simon van der Meer (n. 24 noiembrie 1925, Haga, Olanda de Sud, Țările de Jos – d. 4 martie 2011, Geneva, Geneva, Elveția) a fost un fizician neerlandez, laureat al Premiului Nobel pentru Fizică, în 1984, împreună cu Carlo Rubbia, pentru contribuțiile lor decisive la marele proiect care a dus la descoperirea particulelor W și Z, particule ce intermediază interacțiunea slabă.